# Parigi (Dolok)
Parigi is een bestuurslaag in het regentschap Padang Lawas Utara van de provincie Noord-Sumatra, Indonesië. Parigi telt 849 inwoners (volkstelling 2010).